# Franjo Jarmek
Franjo Jarmek (Bjelovar, 30. rujna 1881. – Zagreb, 16. srpnja 1921.) - hrvatski pjesnik
Rođen je u Bjelovaru, 30. rujna 1881. godine. Nižu gimnaziju do 1895. polazio je u Bjelovaru. Radio je u Zagrebu kao bankovni činovnik. Najpoznatiji je hrvatski književni diletant. Pišući po cijele dane stihove u zagrebačkoj kavani Merkur, otiskivao bi ih na letke i dijelio prolaznicima, tužeći se na nerazumijevanje svojega genija. Usprkos ruganju novina i publike Jarmek je bio jako uporan u pisanju poezije, izdajući jednu knjigu pjesama za drugom, tiskao ih je o svome trošku desetak na četiri jezika: hrvatskom, engleskom, njemačkom i francuskom. Napisao je i kraći spjev „Napoleonide” te tragediju „Filozof”.
Zagrebački publicist Krešimir Kovačić opisao ga je kao “vanjštinom pitoma, uvijek pomno odjevena građanina s polucilindrom na glavi i brižno uređene okrugle brade”. Stanovao je u Varšavskoj ulici u Zagrebu. Antun Gustav Matoš napisao je o njemu: "Ovaj osobenjak stekao je sa svojim besmislenim stihovima u Zagrebu svoga vremena toliku popularnost da je njegovo ime postalo gotovo poslovično kao simbol konfuzije i nepismenosti" te ga napao "kao čovjeka koji ruši hrvatski ugled u cijeloj kulturnoj Europi".